# Accademia europea per la sicurezza e la difesa
L'Accademia europea per la sicurezza e la difesa (acronimo ESDC, dall'inglese European Security and Defence College) è un progetto della Politica estera e di sicurezza comune (CFSP) annunciato nel 2005 per promuovere la formazione in materia di cultura della sicurezza europea seguendo uno standard comune, attraverso una rete di strutture nazionali militari e civili degli stati membri.

## Progetto
Nasce nel 2005 per decisione del Consiglio d'Europa.
Nel 2008 viene introdotto il programma Military ersamus.

### Missione
l'ESDC fornisce formazione e istruzione nel campo della politica di sicurezza e di difesa comune dell'Unione, al fine di sviluppare e promuovere una comprensione comune tra il personale civile e militare, nonché individuare e diffondere le migliori pratiche in relazione a varie questioni attraverso le sue attività di formazione e istruzione.

### Organizzazione
L'accademia è organizzata come segue:
- Direttore dell'ESDC, addetto alla gestione amministrativa e finanziaria.
- Segretariato dell'ESDC, addetto al supporto del direttore per il compimento delle sue attività.
- Comitato direttivo, addetto alle attività addestrative.
- Consiglio accademico, addetto alla vigilanza sulle attività per garantirne la qualità e la coerenza con gli standard dell'istituto.

L'accademia è composta da 167 istituti tra accademie militari, scuole di polizia, istituti diplomatici, ed altre istituzioni accademiche.

## Membri
I membri appartenenti alla rete formativa dell'ESDC sono i seguent i:
| Entità governativa   | Enti partecipanti |
| -------------------- | --- |
| Albania              | - Ministero dell'Educazione e dello Sport (Tirana) |
| Austria              | - National Defence Academy (Vienna) - Austrian Centre for Peace (Stadtschlaining) - Austrian Institute for European and Security Policy (Maria Enzersdorf) - Theresian Military Academy (Wiener Neustadt) - Austrian Police College (Vienna) - Ministero Federale della Difesa (Vienna) - Ministero federale dell'interno (Vienna) - Ministero per gli affari Europei e Internazionali (Vienna) - Rappresentanza militare Austriaca (Bruxelles) - Istituto Austriaco della tecnologia (Vienna) - Donau Universität (Krems) |
| Belgio               | - Egmont Institute (Bruxelles) - Belgian Royal High Institute for Defence (Bruxelles) - European Citizens' Association (Bruxelles) - PM² Alliance (Bruxelles) - Belgian Federal Police Academy (Bruxelles) - Solvay Lifelong Learning (Bruxelles) |
| Bulgaria             | - Diplomatic Institute (Sofia) - Crisis Management and Disaster Response Centre of Excellence (Sofia) - G.S. Rakovski National Defence Academy (Sofia) - Vasil Levski National Military University (Veliko Tărnovo) - Università dell'economia nazionale ed internazionale (Sofia) |
| Croazia              | - International Military Operation Centre (Bestovje) - Ministero degli affari esteri (Zagabria) - Ministero della difesa (Zagabria) - Centro per la cooperazione di sicurezza (Bestovje) - Dr. Franjo Tudjman' Croatian Defence Academy (Zagabria) |
| Cipro                | - Open University of Cyprus (Latsia) - Università di Nicosia (Nicosia) - Security and Defence Academy of Cyprus (Nicosia) - European University Cyprus (Nicosia) - Ministero della difesa (Nicosia) - Autorità per la sicurezza digitale (Nicosia) - Neapolis University (Pafo) - Università di Cipro (Nicosia) |
| Danimarca            | - Università di Roskilde (Roskilde) |
| Estonia              | - Baltic Defence College (Tartu) - Ministero degli affari esteri (Tallinn) |
| Finlandia            | - Finish Defence Forces International Centre (Helsinki) - Police University College (Tampere) - University of Applied Sciences (Vantaa) - Ministero dell'interno (Helsinki) |
| Francia              | - Institute for Higher National Defence Studies (Parigi) - Rappresentazione permanente della Francia presso l'Unione Europea (Bruxelles) - The Institute for Intercultural Intelligence Training (Parigi) - Intelligence College in Europe (Parigi) |
| Germania             | - Bundesakademie für Sicherheitspolitik (Berlino) - Zentrum für international Friedenseinsätze (Berlino) - Führungsakademie der Bundeswehr (Amburgo) - Bundespolizeiakademie (Lubecca) - Department for International Police Missions of the LAFP (Brühl) - Police College Baden-Wuerttemberg (Villingen-Schwenningen) - Rappresentazione permanente della Germania presso l'Unione Europea (Bruxelles) - Ministero della difesa (Berlino) - Ministero federale degli affari esteri (Berlino) - Albstadt-Sigmaringen University (Sigmaringen) - Transparency International (Berlino) |
| Grecia               | - Hellenic Supreme Joint War College (Atene) - Hellenic Naval Academy (Atene) - Hellenic Airforce Academy (Acharnes) - Hellenic Multinational Peace Support Operations Training Centre (Kilkis) - Università della Macedonia (Salonicco) - Institute of Research & Training on European Affairs (Atene) - Center for Security Studies (Atene) - Università dell'Egeo (Lesbo) - Ministero degli affari esteri (Atene) - Capo di stato maggiore della difesa (Atene) - Accademia nazionale di difesa (Atene) - Università di Atene (Atene) - Hellenic Military Nursing Academy (Siro) - Hellenic Military Academy of Combat Support Officers (Salonicco) - Hellenic Foundation for European and Foreign Policy (Atene) - Università di Tessaglia (Volo) - Hellenic Joint Intelligence School (Atene) - Hellenic Army War College (Salonicco) - Ministero per la Governance Digitale (Atene) - Accademia americana di Atene "Deree" (Atene) - Università Aristotele di Salonicco (Salonicco) - Università di Patrasso (Patrasso) - National Centre for Scientific Research Demokritos (Atene) |
| Ungheria             | - Institute for International Studies National Public Service University (Budapest) - Ministero della difesa (Budapest) - Università di Ludovika per il Servizi Pubblici (Ludovika) - Università Corvinus di Budapest (Budapest) |
| Ucraina              | - National Defence University of Ukraine (Kiev) - Naval Lyceum “Vice Admiral Volodymyr Bezkorovainyi” (Odessa) |
| Irlanda              | - Edward M. Kennedy Institute for Conflict Intervention (Maynooth) - Rappresentanza permanente dell'Irlanda presso l'Unione Europea (Bruxelles) - Trinity College (Dublino) - Oglaigh na hEireann |
| Italia               | - Centro alti studi per la difesa (Roma) - Post Conflict Operations Study Centre (Torino) - Scuola di applicazione (Torino) - Ecole Universitaire Internationale (Roma) - Università degli Studi Link (Roma) - Scuola di perfezionamento per le Forze di Polizia (Roma) - Fondazione SAFE (Soave) - Luiss Guido Carli (Roma) - Politecnico di Torino (Torino) - Institute for Global Studies (Roma) - Università Guglielmo Marocni |
| Lettonia             | - Ministero degli affari esteri (Riga) |
| Lituania             | - Ministri degli affari esteri (Vilnius) - Università di Kaunas (Kaunas) |
| Lussemburgo          | - Rappresentanza permanente del Lussemburgo presso l'Unione Europea (Bruxelles) - Computer Incident Response Center Luxembourg (Lussemburgo) |
| Malta                | - Ministero degli affari interni e della sicurezza nazionale (La Valletta) |
| Montenegro           | - Università del Montenegro (Podgorica) |
| Paesi Bassi          | - Ministero degli affari esteri (L'Aia) - Ministero della difesa (L'Aia) - Civil-Military Cooperation Centre of Excellence (L'Aia) |
| Polonia              | - War Studies University (Varsavia) - Ministero della difesa nazionale (Varsavia) - Cyber Security Training Centre of Excellence (Varsavia) - Università di Łódź (Łódź) |
| Portogallo           | - National Defence Institute (Lisbona) - Ministero della Difesa (Lisbona) - Rappresentanza permanente del Portogallo presso l'Unione Europea (Bruxelles) - Guardia nazionale repubblicana (Lisbona) |
| Regno Unito          | - Defence Academy of the United Kingdom (Oxfordshire) |
| Rep. Ceca            | - Multinational Logistics Coordination Centre (Praga) |
| Romania              | - National Defence College (Bucarest) - National College of Home Affairs (Bucarest) - Military Technical Academy (Bucaest) - Romanian Mihai Viteazul National Intelligence Academy (Bucarest) - Romanian Diplomatic Institute (Bucarest) - Università Politecnica di Bucarest (Bucarest) - Università di Timisoara (Timișoara) - Istituto nazionale per la ricerca e lo sviluppo informatico (Bucarest) - Constanta Maritime University (Costanza) - Scuola di applicazione della gendarmeria (Bucarest) - Università di Studi Politici e Pubblica Amministrazione (Bucarest) - Direttorato nazionale per cybersicurezza (Bucarest) |
| Serbia               | - Military Vocational Secondary School “1300 Kaplara” (Belgrado) - Serbian Peacekeeping Operations Center (Belgrado) |
| Slovenia             | - Centre for European Perspective (Loka pri Mengšu) - Ministero della difesa (Lubiana) |
| Slovacchia           | - Armed Forces Academy of General Milan Rastislav Štefánik (Liptovský Mikuláš) |
| Spagna               | - Centro Superior de Estudios de la Defensa Nacional (Madrid) - Rappresentanza permanente della Spagna presso l'Unione Europea (Bruxelles) - Ministero degli affari esteri (Madrid) - Ministero della difesa (Madrid) |
| Svezia               | - Folke Bernadotte Academy (Sandöverken) - Swedish Armed Forces International Training Centre (Stoccolma) - Swedish National Courts Administration (Jönköping) |
| Svizzera             | - Geneva Centre for Security Policy (Ginevra) - International Security Sector Advisory Team (Ginevra) |
| Bosnia ed Erzegovina | - Peace Support Operations Training Centre (Sarajevo) |
| Europa               | - Commissione europea (Bruxelles) - Servizio europeo per l'azione esterna - Comando Strategico (Bruxelles) - Stato maggiore dell'Unione europea (Bruxelles) - Politica di sicurezza e di difesa comune - Istituto dell'Unione europea per gli studi sulla sicurezza (Parigi) - Agenzia europea per la difesa (Ixelles) - Centro satellitare dell'Unione europea (Torrejón de Ardoz) - Agenzia dell'Unione europea per la cibersicurezza (Candia) - Forza di gendarmeria europea (Vicenza) - Agenzia dell'Unione europea per la formazione delle autorità di contrasto (Budapest) |
| NATO                 | - CoESPU (Vicenza) - NATO Maritime Interdiction Operational Training Centre (La Canea) - Defence Education Enhancement Programme - NATO Security Force Assistance Centre of Excellence (Cesano) |
| Nazioni Unite        | - Istituto delle Nazioni Unite per la formazione e la ricerca (Ginevra) |
| Indonesia            | - Indonesia Defence University (Sentul) |
| Stati Uniti          | - Università di New York (New York) |